# (473089) 2015 HN150
(473089) 2015 HN150 es un asteroide perteneciente al cinturón de asteroides, descubierto el 11 de junio de 2004 por el equipo del Spacewatch desde el Observatorio Nacional de Kitt Peak, Arizona, Estados Unidos.

## Designación y nombre
Designado provisionalmente como 2015 HN15.

## Características orbitales
2015 HN150 está situado a una distancia media del Sol de 3,183 ua, pudiendo alejarse hasta 3,450 ua y acercarse hasta 2,916 ua. Su excentricidad es 0,083 y la inclinación orbital 21,93 grados. Emplea 2074 días en completar una órbita alrededor del Sol.

## Características físicas
La magnitud absoluta de 2015 HN150 es 15,9.